# آدم ناغي
آدم ناغي (بالمجرية: Ádám Nagy)‏ (مواليد 17 يونيو 1995) هو لاعب كرة قدم. يلعب مع منتخب المجر لكرة القدم. سبق له أن لعب في بطولة أمم أوروبا لكرة القدم 2016 مع منتخب بلاده.

## روابط خارجية
- آدم ناغي على موقع الاتحاد الدولي (مؤرشف)  (الإنجليزية)
- آدم ناغي على موقع الاتحاد الأوربي (الإنجليزية)
- آدم ناغي على موقع قاعدة بيانات كرة القدم.إي يو (الإنجليزية)
- آدم ناغي على موقع ناشيونال فوتبول تيمز (الإنجليزية)
- آدم ناغي على موقع Soccerway.com (الإنجليزية)
- آدم ناغي على موقع عالم كرة القدم.نت (الإنجليزية)
- آدم ناغي على موقع AS.com (الإسبانية)